# Hafiz Darraji
Hafiz Darraji (arab. ‏حفيظ الدراجي‎) (ur. 10 października 1964 roku w El Harrach) – algierski dziennikarz i komentator sportowy (głównie piłkarski) katarskiej telewizji beIN Sports.

## Biografia
Rozpoczął swoją karierę jako dziennikarz w 1989 roku w algierskiej telewizji. Przez 19 lat pełnił funkcję komentatora sportowego, producenta i prezentera. Podczas tego okresu, Darraji zdobył wiele prestiżowych wyróżnień i nagród w Algierii oraz poza granicami kraju, np. nagrodę Międzynarodowego Komitetu Olimpijskiego w 2004 roku oraz nagrodę najlepszego komentatora sportowego 2001 roku nadaną przez marokańską gazetę Ahdath. W 2006 roku zdobył nagrodę dla najlepszego komentatora w Algierii. W 2008 roku dołączył do grupy Al Jazeera Sports w której komentował głównie mecze piłkarskie lig europejskich oraz najważniejszych turniejów reprezentacyjnych. Od 2012 roku pracuje dla katarskiej stacji beIN Sports. Jego głos można usłyszeć m.in. w rozgrywkach krajowych (liga angielska lub hiszpańska) oraz w rozgrywkach międzynarodowych.

## Styl komentarza
Hafiz Darraji komentuje mecze w ekspresyjny sposób używając głównie standardowego języka arabskiego. Jak większość arabskich komentatorów podczas wyrażania emocji używa wstawek dialektalnych. Bardzo charakterystyczne dla stylu komentatora są wykrzyknienia niemające żadnego znaczenia semantycznego. Wypowiada się na wizji w bardzo szybki sposób, w pewnych momentach trudny do zrozumienia.